# Y̓
Y̓ (minuskule y̓) je speciální znak latinky. Nazývá se Y s čárkou nahoře. Používá se v několika indiánských jazycích Britské Kolumbie (Kanada).

## Seznam jazyků používajících Y̓
Všechny jazyky používající Y̓ jsou indiánské a mluví se jimi v Kanadě v provincii Britská Kolumbie. Většina z nich se řadí mezi wakašské nebo sališské jazyky.
Seznam jazyků používajících Y̓:
- Comox
- Haisla
- Heiltsuk
- Nisga'a
- Nitinaht
- Nuuchahnulth
- Shuswap
- Thompson

## Unicode
V Unicode má Y̓ a y̓ tyto kódy:
Y̓ <U+0059, U+0313>
y̓ <U+0079, U+0313>